# Hakuchō Masamune
Hakuchō Masamune (正宗 白鳥, Masamune Hakuchō), nom de plume de Tadao Masamune (3 mars 1879 - 28 octobre 1962), est un critique littéraire, dramaturge et romancier japonais, important représentant du mouvement littéraire naturaliste (Shizenshugi) au Japon.

## Biographie

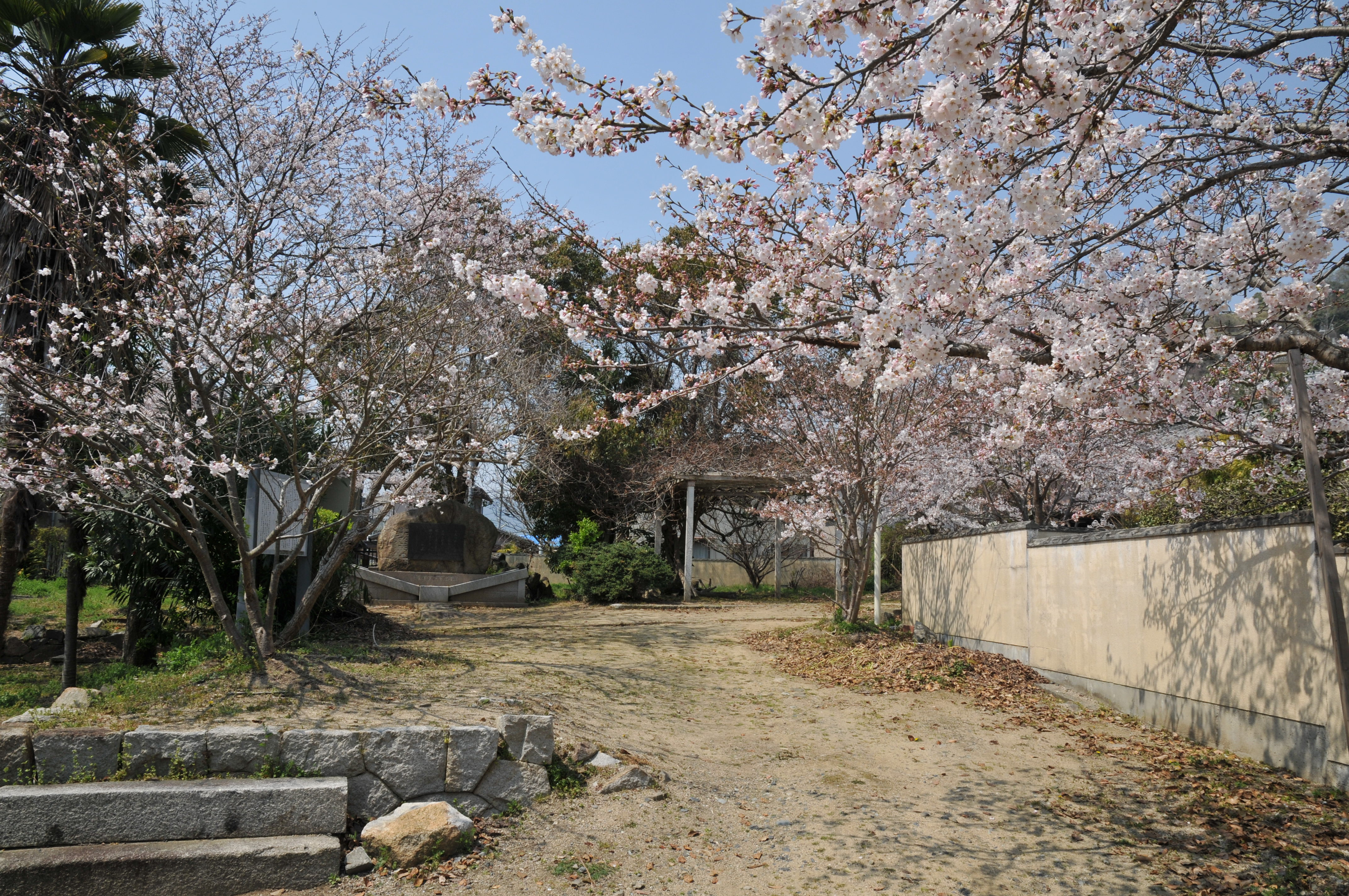
Maison natale de Hakuchō Masamune

Né à Bizen, préfecture d'Okayama, où sa maison natale est à présent un musée, Masamune est le fils ainé de 浦二 et Mine? Masamune (美禰). En 1896, il intègre le département d'anglais du Tokyo Senmon Gakko (aujourd'hui université Waseda). Il est baptisé chrétien par le prêtre Uemura Masahisa en 1897. Après avoir obtenu son diplôme il travaille pour le département des éditions de l'université, puis commence en 1903 à écrire des pièces littéraires, d'art et des critiques littéraires pour le journal Yomiuri Shinbun. 
En 1904, il publie son premier roman, Sekibaku (« Solitude »), dans la revue littéraire Shinshosetsu, Jin’ai (« Poussière ») en 1907 et attire l'attention avec un récit naturaliste, Où t'en vas-tu ?, publié en feuilleton dans le Waseda bungaku au cours de l'année 1908. Il quitte le journal en 1910 pour devenir écrivain à temps plein, et en 1911, son roman Doro ningyō (« La Poupée de boue ») lui attire de nouvelles critiques favorables. 
Bien que Masamune soit peut-être plus connu pour ses critiques, il a écrit des œuvres variées tout au long de sa carrière, dont des nouvelles, des drames et de la critique littéraire. Ses principaux romans sont Ushibeya no nioi (« La puanteur de l'écurie », 1916) et Shisha seisha (« Les morts et les vivants », 1916). Ses pièces de théâtre les plus connues sont peut-être Jinsei no kōfuku (« Le bonheur de la vie humaine », 1924) et Tenshi hokaku (« Anges captifs », 1947). Bundan jimbutsu hyōron (« Essais critiques sur des personnages littéraires »), Shisō mushisō (« Pensée et non-pensée », 1938), Bundanteki jijoden (« une autobiographie littéraire », 1938), Sakka ron (« Étude sur des écrivains », 1941-2), Shizenshugi seisuishi (« Apparition et déclin du naturalisme japonais », 1948), et Uchimura Kanzō (1949) sont des exemples notables de ses critiques.
Masamune reçoit le prix Yomiuri de littérature en 1959 pour Kotoshi no aki.

## Liste des œuvres traduites en français
- Le Luxe, dans Anthologie de la littérature japonaise contemporaine (p. 126-140), texte traduit par M. Yoshitomi, Editions Xavier Drevet, 1924.
- Les Larmes froides, roman traduit par S. Asada et C. Jacob, Editions Rieder (collection "Les prosateurs étrangers modernes"), 1930.
- Paysage d'automne, dans Anthologie de nouvelles japonaises contemporaines (Tome II), nouvelle traduite par Estrellita Wasserman, Gallimard, 1989.
- Où t'en vas-tu ?, suivi de Enfer, deux récits traduits par Philippe Cominetti, Les Belles Lettres, 2015.

## Sources de la traduction
- (de)/(en) Cet article est partiellement ou en totalité issu des articles intitulés en allemand « Masamune Hakuchō » (voir la liste des auteurs) et en anglais « Hakuchō Masamune » (voir la liste des auteurs).